# خالد سکاح
خالد سکاح (عربی: خالد سكاح؛ زاده ۲۹ ژانویهٔ ۱۹۶۷) یک دونده اهل مراکش است. از افتخارات وی میتوان به کسب مدال طلا دو ۱۰۰۰۰ متر در بازی‌های المپیک تابستانی ۱۹۹۲ اشاره کرد.